# Conus diminutus
Espèce
Statut de conservation UICN

 NT  : Quasi menacé
Conus diminutus est une espèce de mollusques gastéropodes marins de la famille des Conidae.
Comme toutes les espèces du genre Conus, ces escargots sont prédateurs et venimeux. Ils sont capables de « piquer » les humains et doivent donc être manipulés avec précaution, voire pas du tout.

## Description
La taille de la coquille varie entre 9 mm et 22 mm.

## Distribution
Cette espèce est présente dans l'océan Atlantique le long de la côte ouest de l'île Boa Vista, Cap-Vert. 

### Niveau de risque d’extinction de l’espèce
Selon l'analyse de l'UICN réalisée en 2011 pour la définition du niveau de risque d'extinction, cette espèce est très limitée dans son aire de répartition, puisqu'on la trouve le long d'un seul tronçon de 28 km de côte sur l'île de Boavista. Comme d'autres îles de l'archipel du Cap-Vert, Boavista est prévue pour un développement touristique majeur, y compris à proximité de la zone où vit l'espèce. Cependant, les principaux développements sont prévus pour les zones avec des plages de sable. La région dans laquelle l'espèce se trouve a connu un déclin de la population lors du développement du port de Vila do Sal Rei. L'espèce est classée comme quasi menacée car elle pourrait être localement affectée par la pollution due aux déversements de pétrole.

## Taxonomie

### Publication originale
L'espèce Conus diminutus a été décrite pour la première fois en 1986 par les malacologistes Herculano Trovão (d) et Emilio Rolán Mosquera (d) (1935-) dans la publication intitulée « Publicações Ocasionais da Sociedade Portuguesa de Malacologia »,.

### Synonymes
- Africonus diminutus (Trovão & Rolán, 1986) · non accepté
- Africonus morroensis T. Cossignani & Fiadeiro, 2014 · non accepté
- Conus (Lautoconus) diminutus Trovão & Rolán, 1986 · appellation alternative
- Conus morroensis (T. Cossignani & Fiadeiro, 2014) · non accepté

## Identifiants taxonomiques
Chaque taxon catalogué par les bases de données biologiques et taxonomiques possède un identifiant qui permet d'établir un point de référence. Les identifiants de Conus diminutus dans les principales bases sont les suivants :
BOLD : 901930 - CoL : 5ZXQ7 - GBIF : 5728217 - iNaturalist : 150331 - IRMNG : 11178593 - TAXREF : 153722 - UICN : 192584 - WoRMS : 224857